# Corynosoma reductum
Corynosoma reductum är en hakmaskart som först beskrevs av Otto Friedrich Bernhard von Linstow 1905.  Corynosoma reductum ingår i släktet Corynosoma och familjen Polymorphidae. Inga underarter finns listade i Catalogue of Life.